# Mednarodni režim
Mednarodni režim (angleško: international regime) je skupek načel, norm, pravil in postopkov odločanja, okoli katerih se združujejo mednarodni akterji. Včasih se lahko, ko je formalno organiziran, preoblikuje v medvladno organizacijo.

## Opredelitev in vrste
Stephen D. Krasner opredeljuje mednarodne režime kot "Nize implicitnih ali eksplicitnih načel, norm, pravil in postopkov odločanja, okoli katerih se združujejo pričakovanja akterjev na danem področju mednarodnih odnosov". Kot pravi Oran R. Young, so režimi "Bolj specializirane ureditve, ki se nanašajo na natančno opredeljene dejavnosti, vire ali geografska območja in pogosto vključujejo samo nekatere podskupine članov mednarodne družbe."
Med bolj znane režime spadajo Baselska konvencija, Sredozemski akcijski načrt in dobro znani režimi, kot je brettonwoodski sistem monetarnega upravljanja. Mednarodni režimi lahko vključujejo tudi mednarodne organizacije v širšem smislu.

## Nastanek
Mednarodni režimi se pogosto oblikujejo kot odgovor na potrebo po usklajevanju vedenja med državami glede določenega vprašanja. Če ne bi bilo krovnega režima, bi morale na primer telekomunikacije med državami urejati številni dvostranski sporazumi, kar bi postalo nemogoče zapleteno za upravljanje po vsem svetu. Režim, kot je ITU, hkrati služi kot forum, večstranska pogodba in upravni organ za učinkovito standardizacijo telekomunikacij med državami. Primeri mednarodnih režimov so tudi Mednarodni denarni sklad, Konvencija o biološkem orožju in Kjotski protokol. 
Število mednarodnih režimov se je močno povečalo po Drugi svetovni vojni in danes pokrivajo skoraj vse vidike mednarodnih odnosov, ki bi lahko zahtevali usklajevanje med državami - od varnostnih vprašanj (kot je neširjenje orožja ali kolektivna obramba), do trgovine, financ, naložb, informacij in komunikacij, človekovih pravic, okolja in upravljanja vesolja – če naštejemo le nekatere.
Nekateri strokovnjaki poudarjajo pomen hegemona pri ustvarjanju režima in njegovem zagonu, kar imenujejo teorija hegemonične stabilnosti. Združene države so bile na primer ključnega pomena pri ustvarjanju sistema Bretton Woods z organizacijami, kot sta Svetovna banka in Mednarodni denarni sklad. Gre za to, da hegemon, ki je prevladujoči akter v mednarodni politiki in gospodarstvu, pogosto največ pridobi od ustvarjanja globalnih standardov. Na primer, medtem ko bi druge države lahko imele od tega koristi, bi bila ameriška podjetja, kot so Microsoft, Universal Studios in Pfizer, med največjimi upravičenci strogega svetovnega režima intelektualne lastnine. Ker hegemoni uporabljajo svojo moč za ustvarjanje režimov, lahko na drugi strani njihov umik tudi ogrozi učinkovitost režimov.

## Zagovorniki in kritiki
Režimi služijo ključnim funkcionalnim potrebam v mednarodnih odnosih. Močne režime nekateri učenjaki obravnavajo kot neodvisne akterje v mednarodni politiki. Čeprav navsezadnje države ustvarijo in vzdržujejo režime, lahko, ko so institucionalizirani, izvajajo vpliv v svetovni politiki, ki je praktično neodvisen od državne suverenosti. Mednarodna agencija za jedrsko energijo ima na primer določene pravice, ki so ji jih dale države same, da spremlja dejavnost jedrske energije v državah. V kolikor so organizirani s pogodbami med državami, so režimi pomemben vir formalnega mednarodnega prava. 
Sami režimi so lahko tudi subjekti mednarodnega prava. V kolikor oblikujejo vedenje držav, so najvplivnejši režimi lahko tudi vir mednarodnega običajnega prava. V tej luči nekateri liberalni raziskovalci vidijo v režimih zgodnje zametke miroljubnega upravljanja sveta, v duhu ideje filozofa Immanuela Kanta o Večnem miru prek federacije svetovnih držav.
Kritiki režimov obžalujejo njihov vpliv kot vir dodatnih konfliktov ali neučinkovitosti v svetovni politiki. Varnostni režim, organiziran okoli Varnostnega sveta Združenih narodov, se včasih navaja kot primer za to. Tudi nekateri drugi strokovnjaki menijo, da režimi predstavljajo oslabitev demokratičnega nadzora. Čeprav vladajo in vplivajo na pomembne vidike življenja, se oddaljujejo od domače demokratične politike, organizirane okoli zakonodajalca. Nekateri kritiki trdijo, da večina režimov dejansko zastopa tehnokratske poglede mednarodnih javnih uslužbencev, pri čemer se dogovori sklepajo za zaprtimi vrati, namesto da bi bili predmet odprtosti in demokratičnega ljudskega zastopanja. Nekateri režimi, kot je Svetovna trgovinska organizacija (WTO), so poskušali odpraviti ta "demokratični primanjkljaj" z ustanovitvijo oddelkov za civilne zadeve, ki naj bi delovali kot povezava z ljudsko voljo. Večina režimov je še vedno izolirana od neposredne demokratične politike, ki se dogaja znotraj držav. Nekateri pa menijo, da je takšna izolacija potrebna, saj velik del mednarodnega usklajevanja zahteva specializirano strokovno znanje, ki ga najbolje zagotavljajo tehnokrati.